# La Virgen y el Niño con santa María Magdalena y san Juan Bautista (Mantegna)
La Virgen y el Niño con santa María Magdalena y san Juan Bautista, es uno de los cuadros destacados del pintor italiano Andrea Mantegna que se conservan en la National Gallery de Londres, Reino Unido, donde se exhibe con el título de The Virgin and Child with the Magdalen and Saint John the Baptist o, abreviadamente, The Virgin and Child with Saints. Está realizado a la témpera sobre tela. Mide 139,1 cm de alto y 116,8 cm de ancho. Fue pintado entre 1490 y 1505.
No se sabe para qué iglesia se realizó este retablo. Está documentada su presencia por vez primera en Milán. Fue adquirido por la National Gallery de Londres en 1855.
Representa a la Virgen María, con el Niño Jesús, en el centro de la composición, sentada en un trono de intenso color rojo. A la izquierda está san Juan Bautista vestido como un ermitaño, sosteniendo su báculo en forma de cruz en torno al cual hay una filacteria enrollada. Por un lado se lee en fragmentos: (Ec)/ce agnu(s dei) (ec)ce q(ui tollit pec)cata m(un)di; es una frase evangélica bien conocida (Jn 1, 27): He aquí el Cordero de Dios que quita el pecado del mundo. Por detrás aparece Andreas Mantinia C.P.F., que es la firma del autor (Andrea Mantegna) y la última letra, F., se refiere a fecit (hizo esto). Cabe la duda de qué significaban las otras dos letras, C.P.; se ha apuntado que pudieran ser “Comes Palatinus”, un título de caballero que Mantegna había recibido en 1469, pero quizá sea más lógico entenderlas como C(ivis) P(atavinus), esto es, "ciudadano de Padua".
A la derecha está María Magdalena, representada con una larga melena suelta, símbolo de su anterior vida pecaminosa; sostiene en su mano derecha un pequeño frasco de ungüentos.